# 八上郡 (大阪府)
八上郡为過去日本大阪府轄下的一个郡，已于1896年4月1日与周邊的郡合并为南河內郡。
在1880年實施郡區町村編制法時的辖区包括现在的堺市北區的北部地區、東區的北部地區、美原區的西北部地區和松原市的西南部地區。

## 歷史
在令制國時代最初屬於河內國丹比郡，在丹比郡被分割為丹南郡和丹北郡後屬於丹北郡，後來再從丹北郡中被分出獨立設置為郡。
江戶時代大部分區域為館林藩的領地，僅有東北部一個村為幕府旗本領。
1868年明治維新後，幕府的領地曾短暫被劃入大坂裁判所（後改為大阪府）管轄，在1869年被改劃入新設立的河內縣，此後館林藩領地在1871年實施廢藩置縣後改隸屬館林縣，；但在1871年年底的第一次府縣整併中，河內縣和館林縣位於此郡的區域都被併入堺縣，至此八上郡全部區域都屬於堺縣。
1880年實施郡區町村編製法，正式的設置了近代的行政區劃「八上郡」，但並未設置自己的郡役所，而是由古市郡役所負責管理由周邊的石川郡、錦部郡、八上郡、古市郡、安宿部郡、丹南郡、志紀郡，因此古市郡役所也被更名為「石川錦部八上古市安宿部丹南志紀郡役所」。
1881年，由於堺縣被併入大阪府，八上郡隨之成為大阪府的轄區。

### 沿革

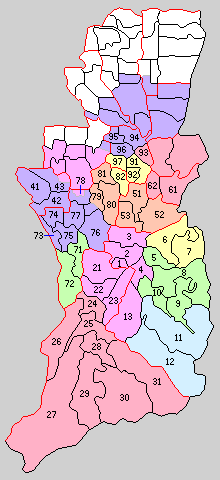
1889年八上郡轄下的行政區劃：
41.金岡村 42.南八下村 43.北八下村
（左側紫色：現屬堺市、上方桃色：現屬松原市、1 - 13屬於石川郡、21 - 31屬於錦部郡、51 - 53屬於古市郡、61・62屬於安宿部郡、71 - 81屬於丹南郡、91 - 97屬於志紀郡）

- 1889年04月1日：實施町村制，八上郡下設金岡村（日语：金岡村 (大阪府)）、南八下村（日语：南八下村）、北八下村（日语：北八下村）。（3村）
- 1896年04月1日：實施郡制（日语：郡制），同時原屬於「石川錦部八上古市安宿部丹南志紀郡役所」的區域（除志紀郡三木本村）被合併為南河內郡。